# Association of Sites Advocating Child Protection
Association of Sites Advocating Child Protection (Asociația site-urilor care pledeaza pentru protecția copilului) (ASACP) este o organizatie nonprofit care lupta impotriva pornografiei infantile pe internet și lucrează pentru a-i ajuta pe părinți să împiedice copiii să vadă online materiale nepotrivite pentru vârsta lor
Cea mai mare parte a finanțării ASACP provine de la companii sponsorizante din industria online de divertisment pentru adulți. Există sute de companii membre ASACP, avand mii de site-uri web. oate site-urile membre ASACP trebuie să fie de acord cu codul de etică al grupului.

## Prezentare generală
ASACP a fost fondată în 1996 de Alec Helmy, fondator și președinte al XBIZ ,  ca o linie de asistență în care webmaster ii și utilizatorii de internet pot raporta pornografie infantilă pe internet. Linia telefonică online de raportare a pornografiei infantile ASACP primește mii de rapoarte pe lună. ASACP investighează pentru a determina hosting, facturarea, adresa IP, proprietatea și legătura site-urilor suspectate de pornografie infantile. ASACP trimite apoi informații autorităților, Centrul Național pentru Copii Dispăruți și Exploatați (NCMEC) și liniilor de asistență telefonică din alte țări  De asemenea, site-urile pot fi închise daca sunt raportate catre web host urile lor și catre registratorul de nume domenii. În aprilie 2007, organizația a anunțat că sistemul lor de raportare online a înregistrat cel de-al 200.000-lea raport al utilizatorilor de internet.
La sfârșitul anului 2006, ASACP a lansat label ul site-ului web RTA („Restricted to Adults”). RTA este un  meta tag pe care webmasterii îl plasează în anteturile paginilor site-urilor web pentru adulți, pentru a permite mai bine filtru Internet|filtrare. On June 22, 2007 ASACP held a press conference to officially announce the Restricted to Adults - RTA Website Label.